# John Atherton

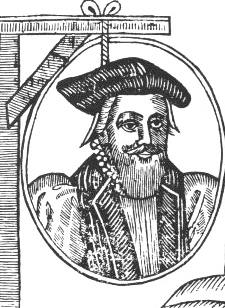
Detail uit een pamflet uit 1641 met daarop een houtsnede van Atherton aan de galg.

John Atherton (nabij Bridgwater, 1598 – Dublin, 5 december 1640) was de Anglicaanse bisschop van Waterford en Lismore tussen 1636-1640. In 1640 werd hij veroordeeld tot de doodstraf na een beschuldiging van sodomie. De wet die aan de basis stond van deze doodstraf had hij zelf helpen introduceren in het koninkrijk Ierland. Atherton zou de eerste man worden die in Ierland onder deze nieuwe wet ter dood veroordeeld werd.

## Leven voor 1636
Atherton werd in 1598 geboren nabij Bridgwater in het zuid-westen van Engeland. Hij kwam uit een welgestelde familie met banden met de kerk en kon studeren aan de Universiteit van Oxford. Mogelijk had hij in die periode een relatie met een andere man.
Hij kreeg al snel na zijn studie een aanstelling binnen de Anglicaanse kerk en trouwde met een vrouw die in een primaire bron als 'knap' (handsome) wordt aangeduid. Ook kreeg hij al snel kinderen. In 1630 vertrok hij met zijn gezin naar Ierland, mogelijk omdat hij in Engeland zijn reputatie al had bezoedeld. Hij zou een wellustig leven hebben geleid en werd in een pamflet zelfs ervan beschuldigd incest te hebben gepleegd met de zus van zijn vrouw.
Nadat Atherton in 1630 in Ierland aan de slag was gegaan, kwam hij er al snel achter dat de Buggery Act, een wet die in 1533 al in Engeland was ingesteld en sodomie verbood, niet in Ierland werd erkend. Hij drong aan op aanname van de wet en op 11 november 1634 werd deze ook in Ierland van kracht. Twee jaar later werd Atherton op voordracht van Thomas Wentworth, de eerste Graaf van Strafford, die voor de Engelse kroon op dat moment Ierland bestuurde, aangesteld als bisschop in Waterford en Lismore.

## Beschuldigingen en veroordeling tot de doodstraf
In 1640 werd Atherton beschuldigd van sodomie. Hij zou seksuele handelingen hebben verricht met zijn steward John Childe. Childe bestierde in zijn rol het huishouden van Atherton en verzamelde daarnaast ook de tienden die Atherton toekwamen. De kerk probeerde Atherton af te schermen, aangezien zij zelf nog in een precaire positie was. Het Anglicaanse geloof was nog relatief nieuw en de Engelse Burgeroorlog, die deels om geloof draaide, stond op het punt van uitbreken.
Toch mochten deze pogingen niet baten. Atherton ontkende homoseksueel geslachtsverkeer te hebben gehad, maar erkende pornografische boeken te hebben gelezen, vergelijkbare afbeeldingen te hebben bekeken, zich niet aan de Tien geboden te hebben gehouden en andere goddeloos gedrag te hebben vertoond, zoals het bezoeken van het theater en zich bezatten. John Childe bekende echter en bezegelde daarmee zowel zijn lot als dat van Atherton. Atherton werd ten overstaan van een menigte ter dood gebracht op 5 december 1640. De menigte had hem bijna vermoord voor het vonnis uitgevoerd kon worden. Voor zijn veroordeling had Atherton nog gesproken met een priester die hij in bedekte termen een bekentenis toevertrouwde. Childe zou een jaar later gedood worden.

## Oorzaken voor de beschuldigingen

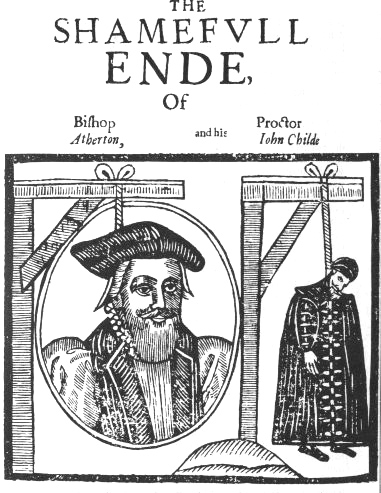
Voorpagina van het pamflet uit 1641 met links Atherton en rechts John Childe, beiden opgehangen aan een galg.

Er zijn verschillende redenen aan te wijzen voor de beschuldiging. De meest voor de hand liggende reden is vanzelfsprekend dat de beschuldigingen mogelijk waar waren. Zowel Childe als Atherton bekenden, hoewel Childe eerder dan Atherton. 
Toch zijn er nog andere oorzaken aan te wijzen voor de beschuldigingen. Zowel Childe als Atherton waren hoogstwaarschijnlijk niet geliefd in de omgeving. Zo schrijft historicus Rictor Norton dat Atherton niet met open armen in zijn bisdom ontvangen werd; het bisdom bestond voornamelijk uit rooms-katholieken. Ook Childe zal niet geliefd zijn geweest. Hij inde voor Atherton namelijk belastingen in de vorm van tienden.
Norton geeft ook aan dat Atherton op hoger niveau problemen had. Hij bemoeide zich flink met de politiek, wat ook blijkt uit zijn inmenging met de Buggery Act. Hij probeerde ook een aantal via de politiek aan de Ierse kerk opgelegde regels te bestrijden, wat hem geen vrienden maakte. Thomas Wentworth, die hem lange tijd uit de wind had gehouden door zijn patronage, bevond zich in diezelfde periode ook op glad ijs. Wentworth zou zelf in 1641 geëxecuteerd worden. Atherton had daarnaast Richard Boyle, de eerste hertog van Cork, tegen zich in het harnas gejaagd toen hij hem aanklaagde na een ruzie over landbezit en in de rechtbank van hem won. Een andere ruzie over land vlak bij Waterford had een advocaat met de naam Butler zodanig boos gemaakt dat hij waarschijnlijk de beschuldiging richting Atherton als eerste uitte. Na de dood van Atherton beweerde Butler gevolgd te worden door diens geest. Van Athertons geest zou nog tot in 1710 gezegd worden dat deze in Butlers huis verscheen.